# Miyabi Fujieda
Miyabi Fujieda (藤枝雅?, Fujieda Miyabi; 20 giugno 1975) è un fumettista giapponese.
Autore di manga yuri, le cui serie sono pubblicate sulla rivista Comic Yuri Hime.

## Opere
- Twinkle Saber Nova (ティンクルセイバーNOVA?, Tinkuruseibā novu~a) (2004)
- Kotonoha no miko to kotodama no majo to (ことのはの巫女とことだまの魔女と?) (2004)
- Alice Quartet Obbligato (2005)
- Iono-sama Fanatics (いおの様ファナティクス?, Iono-sama Fanatikusu) (2005)
- Ameiro kōchakan kandan (飴色紅茶館歓談?) (2006)
- Otomeiro Stay Tune (乙女色StayTune?) (2007)